# Erick Cabaco
Erick Cabaco (Montevideo, 19 de abril de 1995) é um futebolista profissional uruguaio que atua como defensor.

## Carreira
Erick Cabaco começou sua carreira no Rentistas.